# Bradina albiplagialis
Bradina albiplagialis là một loài bướm đêm trong họ Crambidae.